# عقاب آمریکایی (مارول کمیک)
عقاب آمریکایی (به انگلیسی: American Eagle) یک شخصیت تخیلی و ابرقهرمانانه در کتاب‌های کامیک می‌باشد. این کاراکتر به دست دوگ مونچ و رون ویلسون خلق شده و در سالانهٔ دو-در-یک مارول شماره ۶ام (اکتبر ۱۹۸۱) معرفی شد.
جدا از کتاب‌های کامیک، شرکت مارول از عقاب آمریکایی در دیگر کالاهای خود از جمله پوشاک، اسباب‌بازی، ورق بازی، انیمیشن‌های تلویزیونی و بازی‌های رایانه‌ای استفاده کرده است.